# Moyen français
Le moyen français est une variété historique du français qui était parlée à la fin du Moyen Âge et à l'époque de la Renaissance.
C'est une période durant laquelle la langue française se différencie des autres langues d'oïl et devient la langue officielle du royaume de France, au lieu du latin, du picard et des autres langues d'oïl, ainsi que de l'occitan et du francoprovençal. Le développement de la littérature en français moyen prépare le vocabulaire et la grammaire du français classique.

## Cadre chronologique
Les limites exactes du moyen français varient et font encore l’objet de débats entre historiens. On retrouve plusieurs fois les dates suivantes « environ de 1340 à 1611 » sans que ces dates ne correspondent à des événements particuliers.
Pierre Guiraud note que « l’ancien français est encore en usage au début du XIVe siècle dans une proportion de 50 %. »
Le Dictionnaire du moyen français comporte quant à lui des entrées datées entre 1330 et 1500, réservant la langue du XVIe siècle à une autre catégorie dite « français pré-classique », qui a la faveur des historiens français.

## Cadre géographique
Bien que le moyen français soit de manière générale employé en France, on en retrouve trace notamment à la cour d'Angleterre, qui reste encore en partie francophone. 
En atteste par exemple la chanson populaire Hélas madame, potentiellement écrite par Henri VIII.

## Histoire
Le changement le plus important par rapport à l'ancien français est la disparition définitive de la déclinaison.
Le latin était la langue habituellement utilisée par l'élite dans le domaine de l'éducation, de l'administration et de la bureaucratie jusqu'à l'ordonnance de Villers-Cotterêts en 1539, par laquelle François Ier fait du français l'unique langue juridique et légale du royaume.
La tendance vers les nombreux emprunts du latin, de l'italien et du grec à partir de textes classiques se fit alors généralement au détriment du riche vocabulaire de l'ancien français. Plusieurs néologismes furent donc fondés sur des racines latines et italiennes, et certains érudits modifièrent l'orthographe de certains mots pour les rendre en conformité avec leurs racines respectives, ce qui eut pour effet l'apparition de nettes différences entre l'orthographe et la prononciation.
De plus, la signification et l'utilisation d'un bon nombre de mots d'ancien français furent transformées. L'orthographe et la ponctuation durant cette période étaient très erratiques, ce qui provoqua finalement la nécessité d'une réforme, notamment au niveau de l'orthographe, devenue d'autant plus nécessaire après l'apparition de l'imprimerie vers 1470, et menant ainsi par la suite vers le français classique.

## Littérature
Parmi les auteurs ayant écrit en moyen français, on peut citer Christine de Pisan, Philippe de Mézières, Villon, Bodin, Jean Martin, Marot, Amyot, Rabelais, Calvin, Montaigne, Ronsard et les poètes de la Pléiade.

## Exemple de moyen français
| Version d’époque | Exemple de traduction moderne | Traduction en français parlé (Paris) |
| --- | --- | --- |
| « En cest estat passa iusques à vn an & dix moys : onquel temps par le conseil des medecins on commença le porter : & fut faicte vne belle charrette à bœufs par l’inuention de Iehan Denyau. » | « De la sorte, il passa un an et dix mois, après quoi, sur les conseils des médecins, on commença à le sortir et une belle charrette à bœufs fut construite grâce à l'ingéniosité de Jean Denyau. » | « Il a passé un an et dix mois comme ça, puis, parce que les médecins l’ont conseillé, on a commencé à le sortir et une belle charrette de bœufs a été construite grâce à l’ingéniosité de Jean Denyau. » |

### Sources et bibliographie
- Dictionnaire du moyen français, Paris, Larousse, 1992.
- Gabriele Böhme-Eckert, « De l'ancien français au français moderne : l'évolution vers un type « à part » à l'époque du moyen français », Langue française, t. 1, no 141,‎ 2004, p. 56 à 68 (lire en ligne, consulté le 26 février 2024).
- Henri Bonnard, Notions de style, de versification et d'histoire de la langue française, Paris, SUDEL, 1953.
- Walther von Wartburg, Évolution et structure de la langue française, Berne, Suisse, Francke AG, 1946.
- Gaston Zink, Le Moyen français (XIVe et XVe siècles), Paris, Presses universitaires de France, coll. « Que sais-je ? » (no 1086), 1990, 127 p. (ISBN 2-13-042813-4, présentation en ligne).